# 科尔沁右翼后旗
科尔沁右翼后旗，中国清代、民国时期内蒙古旧旗名。
清朝崇德元年（1636年）以科尔沁部置。治所在今内蒙古自治区科尔沁右翼前旗东北额尔格图苏木，一说治今旗东南察尔森。1952年废除，辖境并入科尔沁右翼前旗、扎赉特旗。